# (7898) Ohkuma
(7898) Ohkuma est un astéroïde de la ceinture principale.

## Description
(7898) Ohkuma est un astéroïde de la ceinture principale. Il fut découvert le 15 décembre 1995 à Ōizumi par Takao Kobayashi. Il présente une orbite caractérisée par un demi-grand axe de 2,21 UA, une excentricité de 0,22 et une inclinaison de 7,1° par rapport à l'écliptique.

## Compléments